# Athens (Georgia)
Athens város az USA Georgia államában. Lakosainak száma 127 315 fő (2020. április 1.).

## Népesség
A település népességének változása:

| 2010 | 115 452 |
| 2020 | 127 315 |